# 罗卜藏多尔济
罗卜藏多尔济（1734年—1783年），卫拉特蒙古和硕特部台吉，博尔济吉特氏，固始汗玄孙，和囉哩之孙，清朝多罗郡王额驸阿宝次子，阿拉善旗第三代札萨克。
他出生于雍正十二年（1734年），乾隆四年（1739年）承袭扎萨克多罗贝勒。乾隆十五年（1750年），罗布藏多尔济在北京完婚，娶清朝皇室娥掌郡主（康熙帝孙女、允禄之女）为妻，诏封多罗额驸。乾隆二十年（1755年），罗布藏多尔济从京城回到阿拉善旗，亲理旗政。次年，青袞雜卜响应阿睦尔撒纳反清，他率领所部二千去军前效力，驻守巴里坤。得知阿睦尔撒纳从博罗塔拉逃到阿卜克特，于是和副将爱隆阿分道追击，擒获辉特部台吉巴雅尔，因功晋爵多罗郡王，授参赞大臣。乾隆二十三年（1758年），他跟随定边右副将军车布登扎布追击噶勒杂特宰桑哈萨克锡喇、布库察罕，抵达和落霍斯、哈鲁勒托罗海等地。在库陇葵岭擒获喀喇沁鄂拓克宰桑恩克图，以功赏双眼孔雀翎。次年，献出羊五千头帮助清军追击大小和卓。乾隆帝下诏图形紫光阁。乾隆三十年（1765年），罗卜藏多尔济晋爵和硕亲王。乾隆四十七年（1782年），罗卜藏多尔济的和硕亲王爵位定为世袭罔替。其子旺沁班巴尔、玛哈巴拉。